# Crkva Gospe Lurdske u Kaštel Lukšiću
Crkva Gospe Lurdske, rimokatolička crkva u Kaštel Lukšiću. Nalazi se na predjelu zvanom Dračine, na putu za Ostrog i Biranj, pa ju se zove i Gospa od Dračin.

## Povijest
Podignuta je na na ideju trojice Ivana: Matijace, Klaića i Omašića, rođenih Lukšićana. Gradnja je trajala od 1901. do 1904. godine.

## Osobine
Sagrađena je od klesanog kamena. Vrata i prozori su na luk. Na pročelju su uz vrata i dva prozora, a iznad vrata je ploča s natpisom, koji govori da su crkvu sagradili Lukšićani prigodom 50. godišnjice proglašenja Dogme Bezgrešnog Začeća Marijina. Godine 1977. crkva je popravljena. Na krov je postavljena betonska ploča, a po njoj kupa kanalica. U crkvi je samo jedan oltar. Crkva ima četvrtastu apsidu. Dimenzije su 12,5 x 6 metara. Na vrhu pročelja je preslica za dva zvona.